# ميرزا دجومبا
ميرزا دجومبا (بالكرواتية: Mirza Džomba) مواليد 28 فبراير 1977 في رييكا، جمهورية يوغوسلافيا الاشتراكية الاتحادية، هو لاعب كرة يد كرواتي سابق لعب كجناح أيمن. مثل كل من منتخب كرواتيا لكرة اليد وكرواتيا. شارك في دورة الألعاب الأولمبية الصيفية سنة 2004.

## المسيرة الاحترافية
لعب مع نادي فيسبرم لكرة اليد من سنة 2001 إلى 2004، ثم انضم إلى نادي ثيوداد ريال لكرة اليد في الدوري الإسباني من سنة 2004 إلى 2007، ثم لعب مع فيف تارغي كيلسي في موسم 2010–2011.

## الإنجازات
- الدوري المجري لكرة اليد:
  - الفوز: 2002، 2004
  - النهائي: 2002
- الدوري الإسباني لكرة اليد:
  - الفوز: الدوري الإسباني لكرة اليد 2006–07
  - الوصافة:الدوري الإسباني لكرة اليد 2004–05، الدوري الإسباني لكرة اليد 2005–06
- كأس إسبانيا لكرة اليد
- كأس السوبر الإسبانية لكرة اليد:
  - الفوز: كأس السوبر الإسبانية لكرة اليد
- دوري أبطال أوروبا لكرة اليد:
  - الفوز: دوري أبطال أوروبا لكرة اليد 2005–06
  - النهائي: دوري أبطال أوروبا لكرة اليد 2004–05
- كرة اليد في الألعاب الأولمبية الصيفية:
  - الفوز: 2004
- بطولة العالم لكرة اليد للرجال:
  - الفوز: 2003
  - النهائي: 2005
- بطولة أوروبا لكرة اليد للرجال:
  - النهائي: 2008

## روابط خارجية
- ميرزا دجومبا على موقع IMDb (الإنجليزية)

- ميرزا دجومبا على موقع الاتحاد الأوروبي لكرة اليد (الإنجليزية)
- ميرزا دجومبا على موقع اللجنة الأولمبية الدولية (الإنجليزية)
- ميرزا دجومبا على موقع أوليمبيديا (الإنجليزية)